# Atletismo nos Jogos Pan-Americanos de 1975 - 100 m masculino
A prova dos 100 m masculino nos Jogos Pan-Americanos de 1975 foi realizada na Cidade do México, México.

## Medalhistas
| Ouro                    | Prata                                 | Bronze                  |
| Silvio Leonard CUB Cuba | Hasely Crawford TRI Trinidad e Tobago | Hermes Ramírez CUB Cuba |

## Resultados
| Posição           | Nome            | Nacionalidade         | Tempo | Notas |
| ----------------- | --------------- | --------------------- | ----- | ----- |
| Medalha de ouro   | Silvio Leonard  | CUB Cuba              | 10.15 |       |
| Medalha de prata  | Hasely Crawford | TRI Trinidad e Tobago | 10.21 |       |
| Medalha de bronze | Hermes Ramírez  | CUB Cuba              | 10.34 |       |
| 4                 | James Gilkes    | GUY Guiana            | 10.35 |       |
| 5                 | Clancy Edwards  | USA Estados Unidos    | 10.39 |       |
| 6                 | Hugh Fraser     | CAN Canadá            | 10.45 |       |
| 7                 | Rui da Silva    | BRA Brasil            | 10.46 |       |
| 8                 | William Collins | USA Estados Unidos    | 10.48 |       |